# Prata d'Ansidonia
Prata d'Ansidonia es un municipio situado en el territorio de la provincia de L'Aquila, en Abruzos (Italia). Tiene una población estimada, a fines de agosto de 2021, de 437 habitantes.

## Demografía
| Gráfica de evolución demográfica de Prata d'Ansidonia entre 1861 y 2021 |
|                                                                         |
| Fuente: ISTAT - Elaboración gráfica a cargo de Wikipedia                |